# Hôte hétérologue
Un hôte hétérologue ou organisme recombinant est un organisme permettant d'exprimer un gène ou une combinaison d'allèles qu'il ne possède pas normalement dans son génome, dans le but de produire une protéine qui est alors qualifiée de recombinante. 
Ils peuvent être produits grâce au génie génétique en utilisant comme vecteurs d'expression des plasmides ou des virus.
Ils sont principalement utilisés dans le domaine de la recherche et de la médecine. Plusieurs facteurs sont à prendre en compte pour choisir un hôte hétérologue, comme les bio-caractéristiques des protéines, et la capacité à produire une protéine de qualité en quantité et pour un coût moindre.
Des organismes eucaryotes ou procaryotes peuvent être utilisés :

## Chez les procaryotes

### Avantages
Il y a plusieurs avantages à utiliser des bactéries :
- Les bactéries se multiplient de façon très rapide.
- La culture de bactérie est, la plupart du temps, simple.
- Elles peuvent produire des protéines en grandes quantités (haut niveau d'expression).
- Les mécanismes génétiques de ces organismes sont bien connus et facilement manipulables.

### Inconvénients
Il existe cependant certaines limites bien qu'elles puissent être contournées en développant des stratégies lorsque les souches ont suffisamment été étudiées :
- Certaines protéines doivent subir une modification post-traductionnelle mais les bactéries ne possèdent pas le matériel adéquat .
- Les protéines peuvent être mal repliées : mauvaise conformation des peptides ce qui ne permet d'obtenir une protéine aux mêmes fonctions que la protéine native.
- La bactérie ne possédant pas le même type de membrane Gram+ / Gram- les protéines hétérologues ne pourront pas emprunter les différents moyens de transport membranaire et s'accumuleront à l’intérieur de la bactérie.
- Les protéines peuvent être dégradées par des protéases présentes par le biais d'une contamination[4].

### Utilisation
Les bactéries Escherichia Coli et Bacillus subtilis sont très souvent utilisées comme hôtes hétérologues.

## Chez les eucaryotes
Les cellules eucaryotes possèdent des caractéristiques similaires concernant la génétique et la biochimie, et peuvent donc être facilement utilisées comme un autre moyen de produire des protéines.

### Les mycètes (ou champignons)

#### Avantages
Les champignons, dont les levures combinent certains avantages des procaryotes et eucaryotes :
- concernant la production en masse des procaryotes (car elles ont une croissance rapide, de haut niveaux d'expressions...)[3].
- concernant leurs capacités à réaliser les modifications post-traductionnelles des eucaryotes[6].

#### Inconvénients
- Ils produisent des protéines pouvant être hyper-glycosylée ce qui peut provoquer des réactions immunitaires (caractère immunogène).
- Les levures ne sont pas capables de sécréter les protéines dans le milieu de culture ce qui rend la purification de la protéine plus compliquée car elle ne sera pas isolée des protéines cytoplasmiques.

#### Utilisation
Saccharomyces cerevisiae est notamment utilisée pour produire des vaccins contre l'hépatite B bien que les levures et champignons soient utilisés plus régulièrement pour la production de protéines peu complexes.

### Les mammifères
L'utilisation de cellules de mammifères comme hôtes hétérologues est la plus commune pour la fabrication de protéines humaines.

#### Avantages
- Production de protéines avec des modifications post-traductionnelles spécifiques aux mammifères.
- Un bon repliement des protéines[3].

#### Inconvénients
- Les coûts de productions sont conséquents.
- Les technologies nécessaires à la mise en cultures sont plus complexes[6].
- Il peut y avoir une contamination de virus animaux[3].

#### Utilisation
Ce système de production est très utilisé pour produire des anticorps.
Cependant d'autres types de protéines ont été produites, comme la soie des araignées dans le lait de chèvre bien que le procédé ne soit pas efficace.

### Les plantes

#### Avantages
- La quantité de protéine produite dépend uniquement de la surface de culture.
- La production est moins coûteuse que celle utilisant des cellules de mammifères.
- Les plantes sont capables de produire les protéines avec les modifications post-traductionnelles.
- Il ne peut pas y avoir de contaminations virales ou d'infections par les pathogènes végétaux sur les hommes ou animaux.

#### Inconvénients
- Productions de protéines hyper-glycosylées donc immunogènes[9].